# PGC 6750
LEDA/PGC 6750 ist eine Galaxie vom Hubble-Typ Sm/Im im Sternbild Widder auf der Ekliptik, die schätzungsweise 132 Millionen Lichtjahre von der Milchstraße entfernt ist. Sie ist Mitglied der zehn Galaxien umfassenden NGC 691-Gruppe (LGG 34).
Im selben Himmelsareal befinden sich u. a. die Galaxien NGC 674 und IC 1730.